# Olivia Palermo
Olivia Toledo Palermo, född 28 februari 1986 i Greenwich, Connecticut, USA, är en amerikansk TV-personlighet. Hon har blivit känd genom sin medverkan i serien The City som sänds på MTV.